# Communications on Pure and Applied Mathematics
Communications on Pure and Applied Mathematics (сокращается как Comm. Pure Appl. Math.) — ежемесячный рецензируемый научный журнал, который издается институтом Куранта в John Wiley & Sons.
Журнал печатает статьи по прикладной математике, математическому анализу и математической физике.

## История
Журнал был создан в 1948 году как сообщения под названием Communications on Applied Mathematics и получил свое нынешнее название в следующем году.

## Показатели
- По данным журнала цитирование Сообщения, журнал имеет 2013 импакт-фактором из 3.080.[2]
- В 2016 году, MCQ журнала составил 2,85 при стреднем 0,22 по всем математическим журналам; по этому показателю он входит в десятку лучших журналов по прикладной и чистой математике.

## Список литературы
1. 1 2 3  The ISSN portal (англ.) — Paris: ISSN International Centre, 2005. — ISSN 0010-3640
2. ↑  Communications on Pure and Applied Mathematics // 2013 Journal Citation Reports (неопр.). — Science. — Thomson Reuters, 2014.